# The Company of Wolves
The Company of Wolves is een Britse fantasy- en horrorfilm uit 1984, geregisseerd door Neil Jordan en gebaseerd op kortverhalen van Angela Carter in haar bundel "The Bloody Chamber". 

## Verhaal
De film is een psychologische adaptatie van het sprookje van Roodkapje. Alle gebeurtenissen in de film vinden plaats in de vorm van dromen en nachtmerries van een pubermeisje, Rosaleen.

## Rolverdeling
| Acteur          | Personage                     |
| --------------- | ----------------------------- |
| Sarah Patterson | Rosaleen (Roodkapje)          |
| Angela Lansbury | Oma                           |
| David Warner    | Vader                         |
| Tusse Silberg   | Moeder                        |
| Micha Bergese   | Jager                         |
| Brian Glover    | Vader van de jongen           |
| Graham Crowden  | Oude priester                 |
| Kathryn Pogson  | Jonge bruid                   |
| Stephen Rea     | Jonge bruidegom               |
| Georgia Slowe   | Alice                         |
| Susan Porrett   | Moeder van de jongen          |
| Shane Johnstone | Jongen                        |
| Dawn Archibald  | Heks                          |
| Richard Morant  | Rijke bruidegom               |
| Danielle Dax    | Wolfmeisje                    |
| Jim Carter      | Tweede echtgenoot (onvermeld) |
| Terence Stamp   | De Duivel (onvermeld)         |